# 十八家晋史
十八家晋史（じゅうはちかしんし）は、『晋書』成立以前に作られ流布していた18種類の晋の歴史書の総称。九家の『晋書』と、九家の『晋紀』から成る。晋代を記述した歴史書は、唐の貞観年間に正史の『晋書』が成立して以後、徐々に散失し始め、南宋の頃にはそのほとんどが失われてしまったとされる。
これらは現在では、劉孝標の『世説新語』注・裴松之の『三国志』注・李善の『文選』注・『太平御覧』などの引用として部分的に残っているのみである。その中では、臧栄緒の『晋書』と王隠の『晋書』の記述が比較的多く残っている。
『十八家晋史』の大部分は、晋代に存在していたいくつかの王朝に限って述べたものや、西晋についてのみ述べたもの、未完成なものなどであったと見られている。ただし臧栄緒の『晋書』は比較的完成度が高く、創業の宣帝から劉裕による晋の滅亡までが記載されていて、「紀」「録」「誌」「伝」あわせて110巻から成っていたといわれる。このため、正史の『晋書』もこの書をかなり参考にしていたのではないかと考えられている。
『十八家晋史』は、清の湯球によって再現が試みられている。その内容は中華書局の『叢書集成初編』の中で排印本（活字本）として収録されている。

## 九家晋書
以下のリストは、著者　書名 （書かれた時期）である。
- 虞預 『晋書』 （晋）
- 朱鳳 『晋書』 （晋）
- 王隠 『晋書』 （晋）
- 謝霊運 『晋書』 （宋）
- 何法盛 『晋中興書』 （宋）
- 臧栄緒 『晋書』 （斉）
- 蕭子雲 『晋書』 （梁）
- 蕭子顕 『晋書草』 （梁）
- 沈約 『晋書』 （梁）

## 九家晋紀
- 陸機 『晋紀』 （晋）
- 干宝 『晋紀』 （晋）
- 曹嘉之 『晋紀』 （晋）
- 鄧粲 『晋紀』 （晋）
- 徐広 『晋紀』 （晋）
- 劉謙之 『晋紀』 （宋）
- 王韶之 『晋安帝紀』 （宋）
- 郭季産 『晋録』 （宋）
- 裴松之 『晋紀』 （宋）

## 唐代以前のその他の『晋史』著作
『隋書』経籍志、裴松之注『三国志』などによると、『十八家晋史』以外にも、次のような晋の歴史書があったと見られる。
- 陸機 『晋恵帝起居注』 （晋）
- 習鑿歯 『漢晋春秋』 （晋）
- 孫盛 『晋陽秋』 （晋）
- 檀道鸞 『続晋陽秋』 （宋）
- 李軌 『晋起居注』 （晋）
- 劉道薈 『晋起居注』 （宋）
- 傅暢 『晋諸公讚』 （晋）
- 荀綽 『晋後略』 （晋）
- 盧綝 『晋八王故事』『晋四王遺事』 （晋）
- 張緬 『晋抄』 （梁）

東晋時代の北方十六国史である崔鴻（北魏）の『十六国春秋』、蕭方等（南朝梁）の『三十国春秋』などにも晋の歴史が記載されている。